# Эннекин фон Френель-Курель, Иоганн Петер Карл
Иоганн Петер Карл граф Хеннекин фон Френель-Курель (фр. Jean Pierre Charles comte de Hennequin von Fresnel und Curel, нем. Johann Peter Karl Graf Hennequin von Fresnel und Curel; 1762—1831) — военачальник, генерал-фельдмаршал австрийской службы.

## Биография
Родился во Франции. Службу начал во французской армии, затем после Французской революции вошел в австрийской военной службы (с 1793 года) с присвоением звания полковник.
В 1800 году Френель командовал дивизией в бригаде в Шварценберга, находясь в правом крыле в битве при Гогенлиндене.
В 1805 году находился в авангарде войск Шварценберга, командуя гренадерской бригадой во время марша на Кленау.
В 1809 году он командовал пехотной дивизией 1-го армейского корпуса Беллегарда.
В ходе военной кампании 1813—1814 годов Френель служил в главной армии и сражался при Арси-сюр-Об, где австрийцы разгромили Наполеона.
Адъютант командующего войсками в Галиции в 1814—1824 годах. Командующий войсками в Галиции с 1824 по 1827 годы.
Командующий войсками в Иллирии, Внутренней Австрии и Тироле в 1827—1829 годах.
Капитан гвардии драбантов и стражи с 1829 по 1831 годы.
Умер 25 февраля 1831 года в Галиции.
Звания в австрийской армии:
- полковник (01.02.1793);
- генерал-майор (27.09.1799);
- фельдмаршал-лейтенант (01.01.1807);
- генерал от кавалерии (21.01.1817).

## Награды
- Был награждён австрийскими орденами Терезии (30.04.1802), Леопольда (01.06.1814) и Крестом военных заслуг (1814).
- Награждён российскими орденами Св. Анны 1 степени (1813) и Св. Георгия 3-й степени (№ 374, 12 мая 1814) — «В ознаменование отличной храбрости и подвигов, оказанных в минувшую кампанию против французов».[2]
- Также был награждён баварским орденом Максимилиана Иосифа (9 ноября 1813)[3] и французским орденом Святого Людовика.